# Modelo Nagel-Schreckenberg
El modelo de Nagel y Schreckenberg (Na-Sch) es un modelo de flujo de tránsito vehicular con un autómata celular (AC) probabilístico. Por ende, es un modelo de espacio y tiempo discretos, donde cada célula del autómata equivale ya sea a un vehículo en movimiento con cierta velocidad {\displaystyle v} o a un espacio vacío de la avenida donde se encuentran los vehículos.
El modelo Na-Sch original sirve para modelar autopistas de un carril (ya sea abiertas o en circuito) con vehículos homogéneos.
Creado en 1992 por los científicos Kai Nagel y Michael Schreckenberg, el modelo Na-Sch se ha convertido en la base de muchos otros modelos discretos de tráfico vehicular debido a su sencillez. No obstante, es capaz de modelar adecuadamente los fenómenos de congestionamiento en autopistas. Esto sucede ya que las gráficas de densidad de tráfico vs. flujo de tráfico son muy similares a las observadas empíricamente en diversas avenidas reales. Además, una simulación de este modelo permite observar las ondas de tráfico comunes en el flujo vehicular.

## Modelo Na-Sch

### Parámetros
Antes de introducir las reglas del AC, se mencionan los parámetros relativos al modelo:
- Cada vehículo tiene asociada una posición {\displaystyle x} en la autopista. Al ser un AC un espacio discreto, cada célula equivale a un vehículo o a una célula vacía. Por convención, la posición es creciente a partir de un índice 0.
- Cada vehículo tiene una velocidad {\displaystyle v} asociada, que es un valor entero, tal que: {\displaystyle v\in \{0,1,\ldots ,v_{max}\}}.
- {\displaystyle v_{max}} es la máxima velocidad que puede alcanzar cualquiera de los vehículos.
- {\displaystyle p} es la probabilidad de que un vehículo reduzca su velocidad aleatoriamente. Si {\displaystyle p=0}, el modelo se conoce como Na-Sch Determinista, de lo contrario se conoce como Na-Sch No Determinista. Esta probabilidad puede verse como la causante de congestionamientos aleatorios en un flujo de tráfico normal, causado en la realidad por alguna causa arbitraria (como una distracción del conductor antes de comenzar a acelerar).
- {\displaystyle b} se conoce como la brecha, que es la distancia en células que separa a un vehículo de su predecesor (el vehículo inmediatamente adelante de él).

Debe aclararse que la velocidad está dada en células por unidad de tiempo, y al tratarse de un AC discreto, el tiempo corre en unidades, por lo que hablar de una velocidad {\displaystyle n} equivale a decir que un vehículo se moverá {\displaystyle n} células hacia adelante en un paso de tiempo.

### Reglas del modelo Na-Sch
El modelo Na-Sch consta de 4 reglas para modelar el comportamiento de un vehículo cualquiera en la autopista. Estas reglas se refieren a la aceleración, frenado y movimiento de los vehículos:
- Regla 1.- Aceleración. {\displaystyle v=min(v+1,v_{max})}. Es decir, si aún no se llega a la velocidad máxima, acelerar en una unidad.
- Regla 2.- Frenado por la interacción con otros vehículos. {\displaystyle v=min(v,b)}. Es decir, la velocidad será igual al mínimo entre la velocidad calculada en la regla 1 y la brecha con el predecesor. Esto evitará que el vehículo golpee al predecesor (el modelo Na-Sch original no modela accidentes vehiculares).
- Regla 3.- Frenado aleatorio. Con probabilidad {\displaystyle p}, {\displaystyle v=max(v-1,0)}. Es decir, con probabilidad {\displaystyle p}, si el vehículo aún no está completamente detenido, su velocidad (la calculada en la regla 2) se reduce en una unidad. Si {\displaystyle p=0} (modelo Na-Sch determinista), esta regla nunca se lleva a cabo.
- Regla 4.- Movimiento. {\displaystyle x=x+v}. Es decir, se actualiza la posición del vehículo con su nueva velocidad {\displaystyle v} (la calculada en la regla 3).

### Autómata celular
Al tratarse de un AC, debe recordarse que estas reglas se aplican a todos los vehículos de manera homogénea y en paralelo (al mismo tiempo).
El AC del modelo Na-Sch tendrá una lattice unidimensional, con {\displaystyle L} células. Las vecindades están dadas por la interacción de los vehículos y sus predecesores (las brechas). Los estados posibles de un vehículo son los enteros entre 0 y {\displaystyle v_{max}}. La función de transición del AC está dada por las 4 reglas del modelo Na-Sch.
El modelo Na-Sch puede utilizar un AC con condiciones de frontera ya sea 'periódicas' (con lo que la autopista se visualiza como un circuito cerrado donde el número de vehículos {\displaystyle N} se conserva) o 'abiertas' (donde los vehículos entran por un extremo y salen por el otro, el número de vehículos puede variar en este caso).

### Modelación de la realidad
De acuerdo a los autores del modelo, un AC que modele tráfico vehicular en una autopista con las reglas anteriores servirá para modelar en la realidad una autopista con las siguientes características:
- Células de 7.5m de longitud (que equivalen al tamaño promedio de los vehículos más su distancia con sus predecesores (las brechas) en un congestionamiento).
- Unidades de tiempo de ~1s, para {\displaystyle v_{max}=5}.
- Como los vehículos tienen velocidades que son múltiplos de 1 celda/s, esto corresponde con 27 km/h. Por lo tanto, si {\displaystyle v_{max}=5}, esto corresponde con 135km/h.

## Variantes
Aún tratándose de un modelo elemental (ya que quitándole cualquiera de sus componentes, el modelo ya no reflejaría la realidad), el modelo Na-Sch únicamente sirve para modelar autopistas congestionadas, con vehículos uniformes y en un único carril.
Para modelar otros aspectos del tráfico (variedad de vehículos, múltiples carriles, o más interesante aún, otros fenómenos como distintas formas de interacción entre los vehículos, los accidentes vehiculares, los cruces en avenidas, los cambios de carril, la interacción con semáforos, las entradas en autopistas, etc.) se pueden utilizar otros modelos, o basándose en el modelo Na-Sch, modificar este para captar otras realidades que puedan modelarse.
Hoy en día existen múltiples modelos de tráfico vehicular estrechamente relacionados y basados en el modelo Na-Sch con sus cuatro reglas fácilmente reconocibles.
Algunos de los modelos derivados del modelo Na-Sch son los siguientes:
- Modelos de múltiples carriles: que consideran autopistas multicarril (por lo menos dos carriles) y proporcionan reglas que permiten el cambio entre carriles de los vehículos.
- Modelos de accidentes vehiculares: que agregan ciertas condiciones para simular la presencia de las llamadas situaciones peligrosas que provocarían un accidente vehicular. Los accidentes en realidad no se llevan a cabo, pero sí se marcan para indicar la presencia de estas situaciones, que de desenvolverse como debieran, causarían de hecho un accidente.
- Modelo Knospe, Santen, Schadschneider, Schreckenberg: es un modelo basado en el Na-Sch que utiliza vehículos de longitudes mayores a 1 célula y que considera efectos anticipativos para modelar de manera más realista el tráfico vehicular. Considera el uso de luces de freno de los vehículos como un medio para mejorar la interacción entre los mismos y así lograr una actitud al conducir mucho más suave que la que tiene el modelo Na-Sch. Estos mismos investigadores han propuesto un modelo multicarril para estas condiciones.

- Datos: Q390722